# Octrooigemachtigde
Een octrooigemachtigde is een persoon met een technische of natuurwetenschappelijke academische opleiding die de wettelijke bevoegdheid heeft verkregen namens cliënten octrooiaanvragen op te stellen, in te dienen en af te handelen.
Een octrooigemachtigde kan in dienst zijn van een bedrijf ("industriegemachtigde") en werkt dan uitsluitend voor of namens dat bedrijf, of kan onafhankelijk werken ("vrije gemachtigde"), hetzij zelfstandig ("kantoor aan huis"), hetzij in samenwerking met andere vrije gemachtigden (maatschap, B.V.) in opdracht van bedrijven of individuele opdrachtgevers.
Nederlandse octrooigemachtigden zijn lid van de Orde van Octrooigemachtigden, een openbaar lichaam dat waakt over de kwaliteit en de gedragsregels van de octrooigemachtigden. Nederlandse octrooigemachtigden zijn bevoegd om namens cliënten op te treden bij het Octrooicentrum Nederland (voorheen Bureau voor Industriële Eigendom), de officiële instantie van Nederland die Nederlandse octrooien verleent. Daarnaast hebben zij een beperkt pleitrecht in de rechtbank.
In België bestaat er geen orde van octrooigemachtigden. Belgische octrooigemachtigden zijn bevoegd om namens cliënten op te treden bij de Dienst voor de Intellectuele Eigendom, de officiële instantie van België die Belgische octrooien verleent. Zij hebben geen pleitrecht in de rechtbank.
Om in Nederland of België toegelaten te worden tot het beroep van octrooigemachtigde, moet de kandidaat met succes een examen afleggen.
Vele Nederlandse en Belgische octrooigemachtigden hebben tevens de bevoegdheid verworven op te treden bij het Europees Octrooibureau (European Patent Office), de officiële supranationale instantie die Europese octrooien verleent. Zij voeren dan de eveneens beschermde titel van Europees Octrooigemachtigde (European Patent Attorney) en zijn lid van het Instituut van Europees Octrooigemachtigden.